# 今枝直方
今枝 直方（いまえだ なおかた、承応2年（1653年） - 享保13年11月16日（1728年12月16日））は、江戸時代前期から中期にかけての武士。加賀藩の家老。

## 経歴
父は岡山藩家老日置忠治。伯父今枝近義の養子。通称は八右衛門、内記、民部。正室は祖心尼養女（中川氏）。子は今枝直温、養子は今枝恒明、今枝直道。
日置忠治の五男として誕生した。寛文8年（1668年）、16歳で加賀へ移り、伯父今枝近義の養子となる。延宝3年（1675年）、父の隠居に際して知行1万1000石を相続する。延宝7年（1679年）、近義の死去に際し、その隠居料3000石も相続し、合わせて1万4000石となる。
享保5年（1720年）、家老となり、世子前田吉徳の守役となる。享保8年（1723年）6月、藩主前田吉徳の家督相続の御礼言上の際に江戸城で将軍徳川吉宗に拝謁する。享保13年（1728年）11月没。享年76。墓所は野田山墓地。『新山田畔書』『重輯雑談』『温故雑録』『高卑雑談』など数百巻の著作を残した。
宝永2年（1705年）に、加賀藩士諸家の由来を集めた『当邦諸侍系図』全3冊を編纂した（自筆現存）。また、人持組頭・人持組・諸組頭の由緒を集めた『諸士由緒帳』全5冊も直方の編纂とされている。
家督は、嫡子直温に先立たれたため、兄の岡山藩家老日置忠明の五男の恒明を養子に迎えるも不行跡のために廃嫡し、改めて姪孫前田修理知久の次男の直道を養子に迎え、跡を継がせた。
なお、元禄16年（1703年）に直方一行は能登を訪れており、その紀行文が『能北日記』として残っている（著者は不明であるが、一行の者とみられており養子の恒明とする説もある）。